# بحيرة تشوكوروا
بحيرة تشوكوروا هي بحيرة جميله تقع في شمال شرق نيو هامبشاير. يبلغ حجم البحيره حوالي 1.1 ميل (1.8 كـم) بطول (من الشمال إلى الجنوب) ويبلغ أقصى عرض له 3,500 قدم (1.1 كـم) (من الشرق إلى الغرب)، وتغطي 222 أكر (90 ها) ، ويبلغ أقصى عمق 27 قدم (8.2 م) .
تشتهر البحيرة بالأجواء الهادئة واللطيفه. لا يوجد أي تطور عقاري أو تمدن يحيط بها .

## جغرافية
تقع بحيرة تشوكوروا، في شرق وسط نيوهامبشاير في بلدة تامورث، نيوهامبشاير . تقع جنوب منطقة الجبال البيضاء(وايت)، تبلغ مساحة المياه 13.2 ميل مربع (34 كـم2) من الغابات تحت إدارة خدمة الغابات بالولايات المتحدة .  التدفق الرئيسي إلى البحيرة هو نهر تشوكوروا من الشمال،  تتدفق البحيرة إلى الجنوب، عبر بحيرة ليتل تشوكوروا، ثم من خلال مصب السد في نهر تشوكوروا.  (على الرغم من أن البحيرة بها منفذ سد، إلا أنها بحيرة طبيعية وليست خزانًا ، حيث يعمل السد على الحفاظ على مستوى مياه البحيرة بدقة 574 قدم (175 م) فوق مستوى سطح البحر . ) تصل المياه من مصب بحيرة تشوكوروا ونهر تشوكوروا في النهاية إلى نهر بيركامب وتدخل بحيرة أوسيبي ، ثم نهر ساكو وأخيرًا المحيط الأطلسي على ساحل ولاية ماين .

## استجمام
تعد السباحة والتجديف والتجديف بالكاياك وصيد الأسماك و الرياضات المائيه من الأنشطة الترفيهية الشهيرة على البحيرة. يُحظر على المحركات الخارجية من أي نوع من أنواع الإستخدام في البحيرة. بالإضافة إلى ذلك، يُمنع إشعال النيران ونيران الطهي من أي نوع على شاطئ البحيرة. ،هناك شواطئ يمكن الوصول إليها من الطريق 16 على الجانب الشرقي من البحيرة. بالإضافة إلى ذلك، هناك العديد من مسارات المشي حول البحيرة؛ وأبرزها الممرات المؤدية إلى قمة جبل تشوكوروا شمال البحيرة مباشرةً.

## الحياة البرية
تشمل البحيره على العديد من أنواع الأسماك مثل اللفاشه وسمك سالموثوسمك السلور.  
تشمل البحيره بعض أنواع الطيور المهاجره أو اللتي تعيش في مناطق حول البحيره مثل النسر الأصلع والغواص والعقاب . 

## جودة المياه والمخاوف البيئية
بحيرة تشوكوروا هي بحيرة ضحله غير مستقره مائياً. يبلغ متوسط عمقها 12 قدمًا (3.7 مترًا) ويبلغ الحد الأقصى للعمق 27 قدمًا (8.2 مترًا). وبسبب ضحالة البحيرة يصل ضوء الشمس إلى معظم عمود الماء .  لذلك، حتى التركيزات المنخفضة من العناصر الغذائية يمكن أن تتسبب في نمو الحياة النباتية الفاسده والطحالب بسرعة، مما يحجب ضوء الشمس اللازم لنموها. بسبب التطور المفرط في المنطقة والجريان السطحي ، بدأ الفوسفور والمواد المغذية الأخرى في الظهور في البحيرة بتركيزات أعلى مما قد يؤدي إلى تدهور جودة المياه.  نمت الطحالب وأوراق الزنبق والحياة النباتية الأخرى بمعدل سريع وتسببت في انخفاض صفاء البحيرة. وهذا يمكن أن يزيد من خطر ظهور المناطق الميتة في البحيرة. بدأت جمعية بحيرة تشوكوروا (CLA)، ووكالة حماية البيئة (EPA)، ووزارة النقل في نيو هامبشاير (NHDOT)، وبلدة تامورث ما كان يسمى "مشروع الحواجز والمستنقعات" في سبتمبر 2000 لبناء الحواجز والمستنقعات. وأجهزة ترشيح أخرى للتحكم في الجريان السطحي وتصفية الرواسب والمواد المغذية. وقد أدى هذا العمل الحاسم بالشراكة بين مختلف الوكالات إلى انخفاض بنسبة 82% في مغذيات الفوسفور منذ عام 2000. 

## منظر طبيعى
البحيرة محاطة بالغابات مع القليل جدًا من التنمية البشرية المرئية. يوفر هذا بيئة طبيعية جدًا نادرًا ما تجدها حول معظم البحيرات اليوم بسبب المنازل والمطاعم والفنادق والأرصفة التي تحيط بمعظم البحيرات. ويرجع ذلك في الغالب إلى حقوق الارتفاق الخاصة بالحفظ المكتوبة في سندات ملكية حوالي 60 من ملاك الأراضي الذين حافظوا على حواجز الغابات المحيطة بالبحيرة. 